# کازوئو موری
کازوئو موری (۱۵ ژانویه، ۱۹۱۱، ماتسویاما، اهیمه – ۲۹ ژوئن، ۱۹۸۹) کارگردان فیلم اهل ژاپن بود که بیشتر در سبک جیدای‌گکی (درام دوره تاریخی) فیلم می‌ساخت. وی فارغ‌التحصیل دانشگاه کیوتو است. موری جزو نخستین کارگردانانی بود که سینمای سامورایی را در ژاپن به وجود آورد. از فیلم‌های او می‌توان از انتقام‌گیری برای یک سامورایی (۱۹۵۲) نام برد.

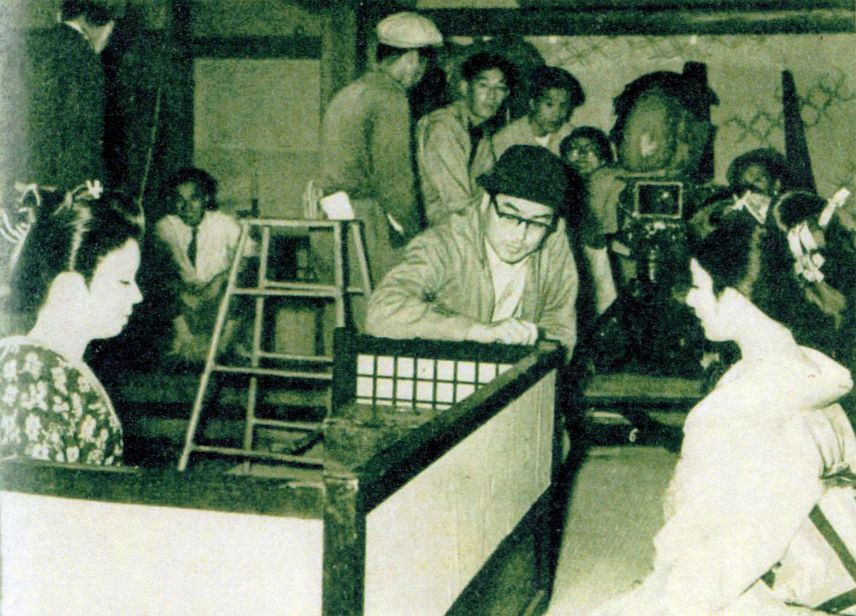
کازویو موری در مرکز تصویر با عینک - ۱۹۵۵